# Hereford FC
A Hereford Football Club, egy 2014-ben alapított angol labdarúgócsapat, melynek Hereford városában található a székhelye.

## Története
A Hereford United megszűnését követően, 2014. december 19-én a Hereford United Supporters Trust (HUST) vetette fel először egy új klub alapításának ötletét a városban.
Jon Hale, üzletember, három nappal később, jegyeztette be a helyi szövetségnél a csapatot Hereford FC néven.
Az alapító okiratban kikötötték, hogy a csapat működését 51%-ban a HUST irányítja és legfeljebb 49% részesedést vállalhatnak külső tulajdonosok, így biztosítva a klub fennmaradását.
Az angol labdarúgó-szövetség 2015. május 14-i határozata alapján a csapat, a kilencedik osztályban, a Midland Football League-ben kezdte meg működését és jogosulttá vált a FA Vase és a Midland League Cup küzdelmeiben is részt venni.

### A kezdetek
2015. július 7-én a Malvern Town elleni barátságos mérkőzésük volt az első hivatalos megmérettetésük, melyet 3-2 arányban, a régi-új stadionban, az Edgar Streeten nyertek meg. Néhány nappal később, július 11-én, a United of Manchester együttese felett aratott 1-0-s sikerüket, már több, mint 4 000 szurkoló nézte végig.
Az országos bajnokságban augusztus 8-án mutatkozhattak be, és első mérkőzésükön 4-1 arányban bizonyultak jobbnak a Dunkirk csapatánál.
A szezont végül 35 győzelemmel, 3 döntetlennel és mindössze 4 vereséggel abszolválták, és bajnokként a felsőbb, Southern League South & West ligájába jutottak.

### 2016–2017
A feljutást követően bebizonyosodott, hogy a nyolcadosztályban is megállják helyüket. Első vereségüket 2017. január 14-én szenvedték el a Taunton Town ellenében.
Első alkalommal kóstolhattak bele az FA Trophy és a FA-kupa küzdelmeibe, azonban az előbbi sorozatban a Salisbury búcsúztatta őket az első fordulóban, míg az FA-kupában a harmadik selejtezőkörben véreztek el a Tonbridge Angels ellen.

## Sikerlista

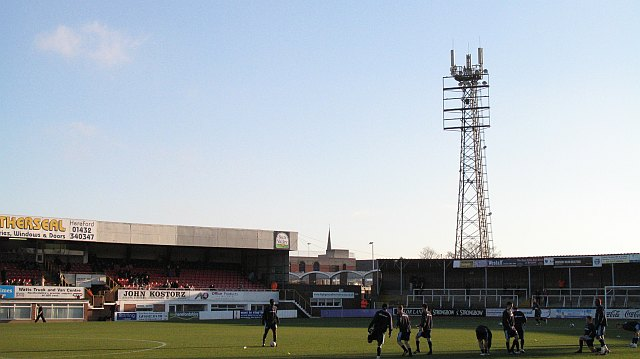
Az Edgar Street-i stadion

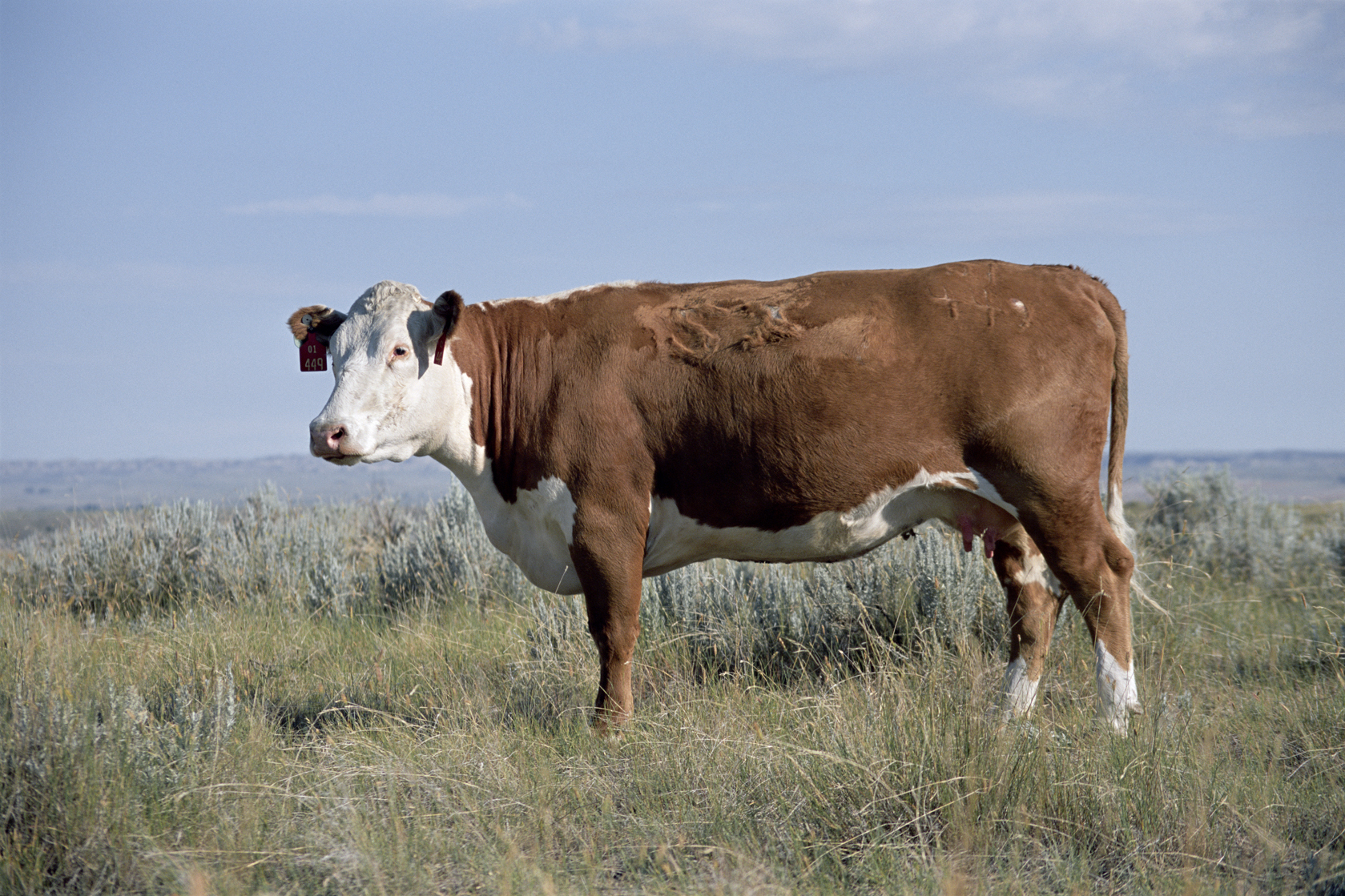
A csapat jelképe a megyében tenyésztett szarvasmarha

### Hazai
- 1-szeres Southern Football League South & West bajnok: 2016-2017
- 1-szeres Midland Football League bajnok: 2015–2016
- 1-szeres Polymac Packaging Cup győztes: 2015–2016
- 1-szeres FA Vase ezüstérmes: 2015–2016

### Megyei
- 1-szeres HFA Challenge Cup győztes: 2015–2016

## Játékoskeret
2021. március 27-től 
| #  |     | Poszt | Név                                          |
| -- | --- | ----- | -------------------------------------------- |
| 1  | IRL | K     | Paul White                                   |
| 2  | ENG | V     | Jared Hodgkiss ()                            |
| 3  | ENG | KP    | Luke Haines (kölcsönben a Swindon Towntól)   |
| 4  | ENG | KP    | Ben Pollock                                  |
| 5  | ENG | KP    | George Forsyth                               |
| 6  | ENG | V     | Jamie Grimes                                 |
| 7  | ENG | V     | Chris Camwell                                |
| 8  | ENG | CS    | Joey Butlin                                  |
| 9  | ENG | CS    | Ryan McLean (kölcsönben a Newcastle Towntól) |
| 10 | ENG | KP    | Tom Owen-Evans                               |
| 11 | IRL | KP    | Kyle Finn                                    |
| 12 | ENG | V     | Kennedy Digie                                |
| 15 | ENG | V     | Toby Raison                                  |

| #  |     | Poszt | Név                                               |
| -- | --- | ----- | ------------------------------------------------- |
| 16 | NIR | KP    | James McQuilkin                                   |
| 17 | ENG | KP    | Ryan Lloyd                                        |
| 18 | ENG | KP    | Yan Klukowski                                     |
| 19 | ENG | V     | Callum Rowe (kölcsönben az Aston Villától)        |
| 20 | ENG | K     | Brandon Hall                                      |
| 21 | PAK | KP    | Samir Nabi                                        |
| 22 | ENG | KP    | Richard Whittingham                               |
| 24 | WAL | KP    | Dylan Jones                                       |
| 25 | ENG | KP    | Michael Bakare                                    |
| 34 | ENG | CS    | Kelsey Mooney (kölcsönben a Scunthorpe Unitedtől) |
|    | AFG | KP    | Maziar Kouhyar                                    |

## Menedzserek
- Peter Beadle (2014. december 22. - 2018. szeptember 13.)
- Ryan Green (2018. szeptember 13. - )
- Russell Slade (2019. augusztus 19. - 2020. január 20.)
- Josh Gowling (2020. január 20. - )

## Statisztikák
Első bajnoki mérkőzés: vs Dunkirk (2015. augusztus 8.)
Első győzelem: 4–1 vs Dunkirk (2015. augusztus 8.)
Legnagyobb nézőszám: 4 683 néző (a Salisbury elleni FA Vase Cup mérkőzésen) (2016. március 12.)
Legnagyobb bajnoki nézőszám: 4 381 néző (a Westfields ellen) (2015. december 26.)
Legkisebb hazai nézőszám: 2,006 néző (a Lye Town ellen) (2015. szeptember 22.)
Leghosszabb győzelmi sorozat: 27 mérkőzés (2015. augusztus - 2016. január)
Leghosszabb veretlen sorozat: 33 mérkőzés (2015. augusztus - 2016. január)
Leghosszabb vereség sorozat: 2 vereség (2015. augusztus)
Legnagyobb arányú győzelem: 8–0 (a Heanor Town ellen) (2016. április 23.)
Legnagyobb arányú hazai győzelem: 8–0 (a Heanor Town ellen) (2016. április 23.)
Legnagyobb arányú hazai, bajnoki győzelem: 8–0 (a Heanor Town ellen) (2016. április 23.)
Legnagyobb arányú idegenbeli győzelem: 6–0 (a Walsall Wood ellen) (2015. szeptember 29.)
Legnagyobb arányú idegenbeli, bajnoki győzelem: 6–0 (a Walsall Wood ellen) (2015. szeptember 29.)
Legnagyobb arányú vereség: 1–4 (a Morpeth Town elleni FA Vase Cup döntő mérkőzésen) (2016. május 22.)
0–3 (a Spennymoor Town ellen) (2018. szeptember 29.)
Legnagyobb arányú hazai vereség: 0–3 (a Spennymoor Town ellen) (2018. szeptember 29.)
Legnagyobb arányú hazai, bajnoki vereség: 0–3 (a Spennymoor Town ellen) (2018. szeptember 29.)
Legnagyobb arányú idegenbeli vereség: 0–2 (a Stourport Swifts ellen) (2015. augusztus 11.)
Legnagyobb arányú idegenbeli vereség: 0–2 (a Stourport Swifts ellen) (2015. augusztus 11.)
Legtöbb gól egy szezonban: 40 gól (John Mills) (2015–2016)

### Szezonok
| Szezon  | Liga                                      | Szint | J. | Gy. | D. | V. | G+  | G- | +/-  | P   | Helyezés |
| ------- | ----------------------------------------- | ----- | -- | --- | -- | -- | --- | -- | ---- | --- | -------- |
| 2015–16 | Midland Football League Premier Division  | 9     | 42 | 35  | 3  | 4  | 138 | 33 | +105 | 108 | 1.       |
| 2016–17 | Southern League Division One South & West | 8     | 42 | 33  | 8  | 1  | 108 | 32 | +76  | 107 | 1.       |
| 2017–18 | Southern League Premier Division          | 7     | 46 | 36  | 5  | 5  | 111 | 33 | +78  | 113 | 1.       |
| 2018–19 | National League North                     | 6     | 42 | 11  | 16 | 15 | 47  | 58 | -11  | 49  | 17.      |
| 2019–20 | National League North                     | 6     | 35 | 9   | 12 | 14 | 39  | 56 | -17  | 39  | 16.      |
| 2020–21 | National League North                     | 6     |    |     |    |    |     |    |      |     |          |

## Külső hivatkozások
- Hivatalos honlap
- World Football
- BullsNews